# Ubi maior minor cessat
De Latijnse uitdrukking ubi maior minor cessat, betekent letterlijk: "waar er een meerdere is, is de mindere niet meer relevant".  De volledige betekenis kan als volgt worden beschreven: "in aanwezigheid van wie/wat meer macht of belang bezit, verliest wie/wat er minder heeft zijn relevantie".
De term wordt gebruikt in alle gevallen waarbij er een conflict of een formele of substantiële discrepantie is tussen twee termen, actoren, feiten, regels of functies, en dit wordt opgelost door prioriteit of prevalentie te verlenen aan wat of wie tot een hogere rang of categorie behoort. In deze specifieke omstandigheid verliest wat tot de lagere rang/categorie behoort zijn voorrechten ten gunste van de meerdere.  Een typisch voorbeeld waarin dit principe wordt toegepast, is bij een conflict tussen een gemeentelijke reglement en een nationale wet. De minder belangrijkere wetgeving (van de gemeentelijke overheid) moet wijken voor die van de nationale entiteit. 
Oorspronkelijk maakte deze uitdrukking deel uit van de rechtsformules van de oude Romeinen (en was van hetzelfde type als ubi societas, ibi ius), die een gecondenseerde weergave waren van de leidende beginselen die als inspiratie werden gebruikt bij rechtshandelingen en -procedures. Het is geen toeval dat het belangrijkste gebruik van deze uitdrukking zich altijd in de juridische sfeer bevond. Naderhand werd deze zegswijze ook gebezigd in filosofische, wetenschappelijke en bureaucratische contexten, met verschillende betekenissen. 
In de moderne taal kan de uitdrukking in sommige gevallen een politieke, ethische of ideologische connotatie hebben, wanneer deze wordt gebruikt om een oordeel te vellen of om waardehiërarchieën tot stand te brengen. De uitdrukking kan ook op ironische of speelse wijze gebruikt worden.    
In de gewone taal wordt deze Latijnse uitdrukking vaak gebruikt met sterk verschillende betekenissen. In de meeste gevallen dient ze om aan te geven hoe in een machtsverhouding de zwakkeren (in de zin van fysieke, sportieve, intellectuele, economische kracht of macht) het onderspit moeten delven ten aanzien van de sterkeren. Bij uitbreiding wordt ze ook gebruikt om het kiezen voor een grotere vereiste (of ook voor een groter goed) tegenover een kleinere te rechtvaardigen. Nog een andere betekenis kan zijn 'een groot kwaad doet een klein kwaad in het niets verdwijnen'. Ten slotte kan deze uitdrukking gebruikt worden om te verwijzen naar de dynamiek van het politieke spel tussen meerderheid en minderheid.